# 獨立黨 (巴勒斯坦託管地)

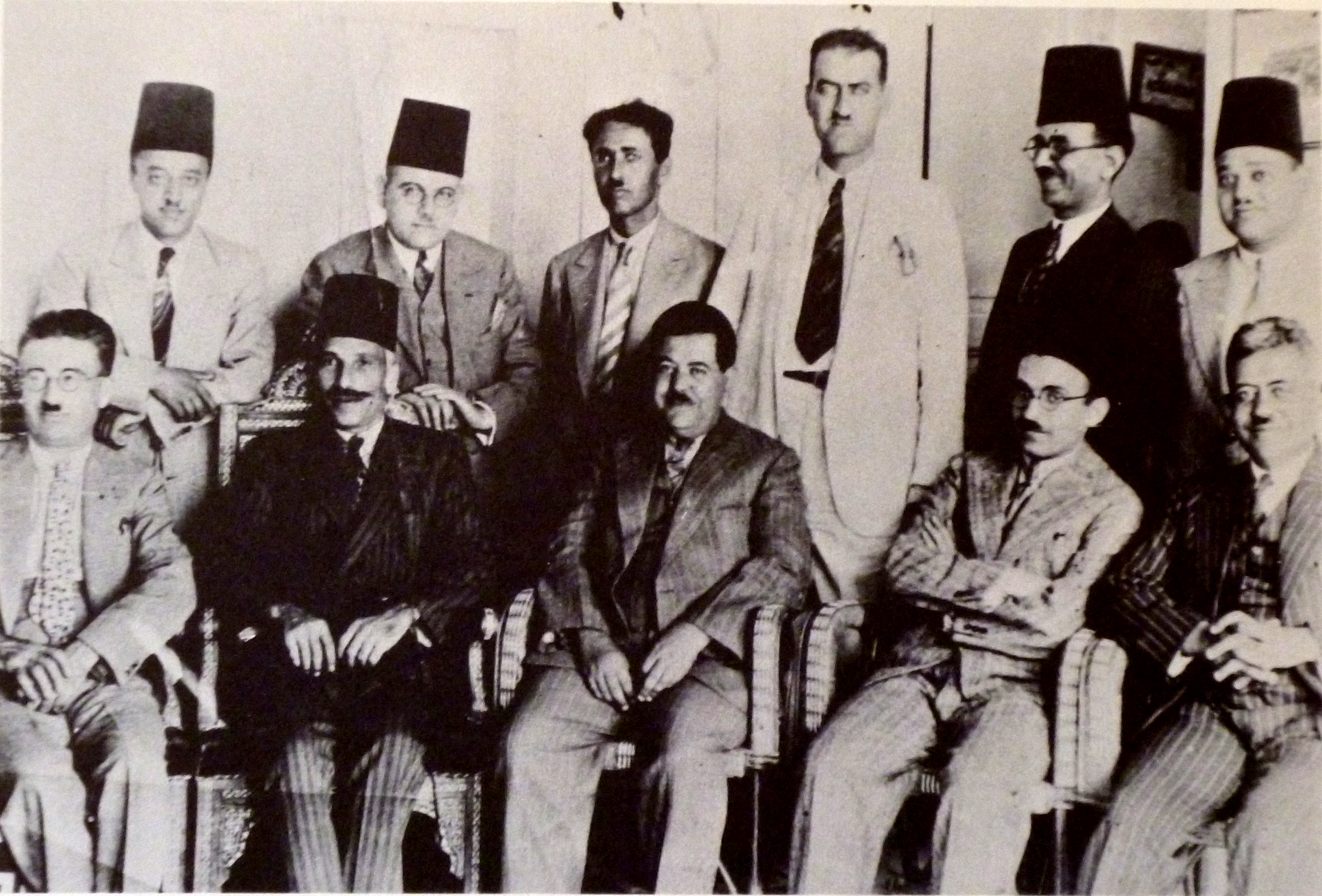
1932年的照片，Darwazah坐在中間， al-Haj Ibrahim左前方坐著的第二位，艾哈迈德·舒凯里是左後方第一位

獨立黨（英語：Palestinian Independence Party）是1932年在巴勒斯坦託管地成立的阿拉伯民族主义政党。獨立黨的發起人是Izzat Darwaza，其他創立人有Fahmi al-Abboushi、Mu'in al-Madi、Akram Zu'aytir、Ajaj Nuwayhid、Rashid al-Hajj Ibrahim、Subhi al-Khadra及Salim Salamah。獨立黨的人數不多，但在Awni Abd al-Hadi期間不同，他是费萨尔一世於在1918年至1920年在大马士革的密使，和阿拉伯世界各國領袖都有很好的關係。
獨立黨的起源是來自和大马士革短暫的独立運動（Istiqlal movement）有關。獨立黨的目標是阿拉伯國家的獨立，基本認知是巴勒斯坦地區在地理上及歷史上都是大敘利亞的一部份。
獨立黨的產生是因為阿爾-侯賽尼家族及納夏西比家族之間的競爭，其競爭幾乎癱瘓了巴勒斯坦民族運動。獨立黨的創始者大部份來自納布盧斯地區，提出新的政治運動方式，其中包括不和巴勒斯坦託管地的英國政府合作，也不納稅。獨立黨也訴求所有阿拉伯國家的獨立、泛阿拉伯聯盟、廢除《貝爾福宣言》（英國支持錫安主義者在不傷害當地已有民族權利條件下，在巴勒斯坦建立猶太人「民族之家」）以及巴勒斯坦由阿拉伯的議會統治。獨立黨呼籲群眾反對錫安主義及英國在巴勒斯坦的勢力。在阿拉伯人大起義期間，獨立黨要求對英國發動類似印度国民大会党杯葛英國的行動。
獨立黨在1933年前半的影響力達到其最高峰，尤其是在青年人及受教育者中更為明顯，之後聲勢快速下滑。聲勢下滑的原因包括侯賽尼陣營的顯著敵意，缺乏經濟支援，以及其中親哈希姆派及親沙烏地阿拉伯派之間的差異。獨立黨顯著的理由是「英國的殖民主義是巴勒斯坦人的主要敵人」，因此他們不止反對錫安主義，也反對「英國的殖民主義」。
独立運動在1937年4月成立的第一次阿拉伯高級委員會實現了，獨立黨的領導人Awni Abd al-Hadi成為委員會的秘书长。後來因為持續的動亂，以及1937年9月26日加利利代理英國地區專員的暗殺事件，英國託管政府在1937年10月取締阿拉伯高級委員會及獨立黨等組織，並拒絕al-Hadi返回巴勒斯坦。不過他是1939年倫敦會議中，巴勒斯坦阿拉伯代表團的成員之一。

## 腳註
1. ↑  Choueiri, 2000, p. 93.
2. ↑  Kedourie, 1974, p. 52.
3. ↑  Hassassian, 1990, p. 129.
4. ↑  Survey. p.949
5. ↑  Pappé, 1999, p. 147.
6. ↑  Bashir Abu-Manneh, In Palestine, a Dream Deferred （页面存档备份，存于）, The Nation, December 18, 2006.
7. ↑  Khalidi, 2001, p. 25.
8. ↑  Porath, Yehoshua. The Emergence of the Palestinian-Arab National Movement, 1918 - 1929. London: Cass, 1974.
9. ↑  Khalidi, 1997, p. 220.
10. ↑  Text of decree in Haim Levenberg, Military Preparations of the Arab Community in Palestine 1945-1948, Frank Cass London, 1993, p. 7.